# Quade Green
Quade Green (Filadelfia, 12 maggio 1998) è un cestista statunitense.

## Palmarès
- McDonald's All-American Game (2017)